# نورث لوفنهم
نورث لوفنهم (به انگلیسی: North Luffenham) یک روستا و محله مدنی در بریتانیا است که در راتلند واقع شده‌است. نورث لوفنهم ۷۰۴ نفر جمعیت دارد.